# Artes (Carballo)
Artes (llamada oficialmente San Xurxo de Artes) es una parroquia española del municipio de Carballo, en la provincia de La Coruña, Galicia.

## Otra denominación
La parroquia también se denomina San Jorge de Artes.

## Entidades de población
Entidades de población que forman parte de la parroquia:
- A Aldea
- A Calzada
- Almacén (O Almacén)
- Altivoa (A Altiboa)
- Aspallas (As Pallas)
- Baltar
- Barral (O Barral)
- Cabalos
- Campo (O Campo)
- Campo de la Feria[7] (A Feira de Berdillo)
- Choyas[8] (Choias)
- Ermeade (Armeade)
- Forno (O Forno)
- Jamozo[9] (O Xamozo)
- La Iglesia (A Igrexa)
- Os Cuartos
- Pedrosa (A Pedrosa)
- Picoto
- Pinos (Os Pinos)
- Pontenova (A Pontenova)
- Quintela
- Telleira (A Telleira)
- Vilanova
- Vilar (O Vilar)
- Vilarvello
- Villar de Francos[10] (Vilar de Francos)

## Despoblados
- Fraga (A Fraga)
- O Alto

## Demografía
| Gráfica de evolución demográfica de Artes entre 2000 y 2021 |
|                                                             |
| Datos según el nomenclátor publicado por el INE.            |